# (2368) Beltrovata
(2368) Beltrovata est un astéroïde Amor découvert le 4 septembre 1977 par l'astronome Paul Wild. Le lieu de découverte est Zimmerwald.
Sa distance minimale d'intersection de l'orbite terrestre est de 0,231579 ua.